# Christopher Wood (écrivain)
Pour les articles homonymes, voir Chris Wood, Christopher Wood et Wood.
Christopher Wood, né le 5 novembre 1935 à Lambeth, dans le Grand Londres, et mort le 9 mai 2015 à Londres, est un romancier et scénariste britannique.

## Biographie
Pendant la Seconde Guerre mondiale, il est envoyé par ses parents hors de Londres dans une institution de Northwich. Un bombardement allemand détruit une école adjacente. Il effectue ses études supérieures à l'Université de Cambridge où il obtient des diplômes d'économie et de droit en 1960. Il fait son service militaire en participant à une mission à Chypre, une expérience dont il s'inspire pour le cadre de son roman "Terrible Hard", Says Alice (1970). 
En conséquence des ventes modestes de ses publications, il travaille comme consultant en publicité pour la firme Masius Wynne-Williams. En parallèle, il écrit plusieurs romans, dont, sous le pseudonyme de Timothy Lea, une série de livres érotiques et humoristiques intitulée Confessions. Il se tourne alors vers le cinéma, adaptant ses romans Confessions en scénarios et produit aussi plusieurs scénarios originaux.
En 1977, Lewis Gilbert, pour qui il avait déjà travaillé, fait appel à lui afin de participer au scénario du film L'Espion qui m'aimait (The Spy Who Loved Me), un film de la série des James Bond, dont il est le réalisateur. Le travail de Wood ayant obtenu un grand succès, il est de nouveau embauché pour écrire seul le scénario du film suivant, Moonraker, que Gilbert réalise également.
Il continue par la suite à écrire des romans et des scénarios de films. Il meurt le 9 mai 2015 à Londres.

## Œuvre

### Romans
- Make It Happen to Me (1969), aussi paru sous le titre Kiss Off!
- "Terrible Hard", Says Alice (1970)
- John Adam – Samurai (1971)
- John Adam in Eden (1973)
- The Further Adventures of Barry Lyndon by Himself (1976)
- Fire Mountain (1979), aussi paru sous le titre North to Rabaul
- Dead Centre (1980)
- Taiwan (1981)
- A Dove Against Death (1983)
- Kago (1985)
- Sincere Male Seeks Love and Someone to Wash His Underpants (2004)
- California, Here I Am (2004)

### Romans signés Timothy Lea
- Confessions from a Holiday Camp (1972)
- Confessions of a Film Extra (1973)
- Confessions of a Travelling Salesman (1973)
- Confessions from a Hotel (1973)
- Confessions from the Clink (1973)
- Confessions of a Window Cleaner (1974)
- Confessions of a Private Soldier (1974)
- Confessions from a Health Farm (1974)
- Confessions from a Shop Floor (1974)
- Confessions from the Pop Scene (1974)
- Confessions of a Private Dick (1975)
- Confessions of a Plumber's Mate (1975)
- Confessions of a Pop Performer (1975)
- Confessions of a Long Distance Lorry Driver (1975)
- Confessions of a Milkman (1976)
- Confessions from a Luxury Liner (1976)
- Confessions from a Nudist Colony (1976)
- Confessions of an Ice Cream Man (1977)
- Confessions from a Haunted House (1979)
- Confessions of a Pop Star (2013)

### Roman signé Frank Clegg
- Soccer Thug (1973)

### Roman signé James Montague
- Worms (1979)

### Mémoires
- James Bond, The Spy I Loved (2006)

### Novélisations
- Seven Nights in Japan (1976), novélisation de son propre scénario paru sous le pseudonyme John Drew
- James Bond, The Spy Who Loved Me (1977) Publié en français sous le titre L'espion qui m'aimait, Paris, Julliard, 1977  (ISBN 2-260-00085-1) ; réédition, Paris, Presses-Pocket no 1673, 1978  (ISBN 2-266-00645-2)
- Lovely Couple (1979), novélisation de son propre scénario pour la télévision paru sous le pseudonyme Richard Mason
- James Bond and Moonraker (1979) Publié en français sous le titre James Bond 007 et le Moonraker

## Filmographie

### Scénariste
- 1977 : Seven Nights in Japan de Lewis Gilbert
- 1977 : L'Espion qui m'aimait (The Spy Who Loved Me) de Lewis Gilbert
- 1979 : Moonraker de Lewis Gilbert